# Trevor Nunn
Sir Trevor Robert Nunn, född 14 januari 1940 i Ipswich, Suffolk, är en brittisk teaterregissör.

## Biografi
Trevor Nunn studerade teater vid Downing College vid Universitetet i Cambridge, där han läste tillsammans med skådespelarna Ian McKellen och Derek Jacobi och utexaminerades 1962. Samma år började han regissera vid Belgrade Theatre i Coventry där han regisserade Henrik Ibsens Peer Gynt, Bertolt Brechts The Caucasian Chalk Circle (Den kaukasiska kritcirkeln) och Arthur Millers A View from the Bridge (Utsikt från en bro). 1964 engagerades han vid Royal Shakespeare Company (RSC) där han blev fast regissör året därpå. Han hade tidigt stora succéer med Thomas Middletons The Revenger's Tragedy 1966 och William Shakespeares The Taming of the Shrew (Så tuktas en argbigga) 1967. 1968–1978 var han teaterns konstnärlige ledare och 1978–1986 också dess teaterchef. 1982 invigde han RSC:s nya stora Londonscen i Barbican Centre med sin uppsättning av Shakespeares Henry IV (Henrik IV) och 1986 lät han öppna en ny scen i Stratford-upon-Avon; the Swan Theatre. 1997–2003 var han konstnärlig ledare för Royal National Theatre och 2011–2012 för Theatre Royal Haymarket.
Trevor Nunn har gjort många  nyskapande tolkningar av Shakespeares och andra samtidiga dramatikers pjäser. Förutom engelska klassiska pjäser har han också väckt flera bortglömda verk till liv. Han förenar stor respekt för texten med ett kraftfullt visuellt uttryck (Bjørn Lense-Møller, Den Store Danske Encyklopædi). Vid sidan av institutionerna RSC och National Theatre har Trevor Nunn gjort en serie stora musikaluppsättningar i West End, däribland världssuccéerna Cats 1982 med musik av Andrew Lloyd Webber och Les Misérables som han regisserade tillsammans med John Caird 1985. Cats som grundade sig på T. S. Eliots De knepiga katternas bok spelades oavbrutet i 21 år, ett rekord som sedan slogs av just Les Misérables som grundades på Samhällets olycksbarn av Victor Hugo. Det är Trevor Nunn som ligger bakom konceptet att rättigheterna till en musikal inbegriper att återskapa originaluppsättningen. 1980 regisserade Nunn och Caird tillsammans den åtta och en halv timma långa teaterföreställningen Nicholas Nickleby efter Charles Dickens roman. Den producerades av RSC men hade premiär direkt i West End. Uppsättningen som spelades in av BBC och har sänts av SVT blev tongivande för en ny episk teater med litterär förlaga. Bland utmärkelser han tilldelats kan nämnas Tony Award 1982, 1983 och 1987 och Laurence Olivier Award 1980, 1995, 2002 och 2002 (den senaste för Outstanding Achievement). 2002 tilldelades han Brittiska imperieorden och 2012 valdes han in i American Theater Hall of Fame.

## Filmografi (urval)
- 1986 – Lady Jane
- 1996 – Trettondagsafton
- 1990 – Othello